# Kościół św. Jana Chrzciciela w Piszu
Kościół św. Jana Chrzciciela w Piszu – najstarszy kościół w Piszu. 

## Historia
Do 1945 świątynia ewangelicka. Od 1946 siedziba rzymskokatolickiej parafii św. Jana Chrzciciela w Piszu.

## Architektura
Najstarszym elementem kościoła jest zwieńczona drewnianym hełmem wieża odbudowana po pożarze z 1694 roku. Ściany z ryglówki zbudowano w 1737 roku na miejscu starszej świątyni średniowiecznej. Pozostała część kościoła została wybudowana w końcówce XVII wieku, gruntownie przebudowana w 1843 r.
Wewnątrz kościoła znajduje się późnorenesansowy ołtarz główny, odnowiony w 1696 roku i barokowa ambona z 1701 roku oraz XVII-wieczne: krucyfiks drewniany, polichromowany, polichromowany pelikan i chrzcielnica.

## Tablice pamiątkowe
W kruchcie umieszczono tablice pamiątkowe:
- Żołnierzom Armii Krajowej oddziału partyzanckiego Konfederacji Narodu VIII Uderzeniowego Batalionu Kadrowego dowodzonego przez podporucznika Stanisława Karolkiewicza - "Szczęsnego" - poległym w okresie II wojny światowej w obronie wolności i niepodległości Polski, którzy w sierpniu 1943 roku - tutaj - w rejonie Turośli i Puszczy Piskiej - przeprowadzili działania bojowe przeciwko hitlerowskim najeźdźcom,
- poświęconom Sybirakom (2013), posadowiona przez piskie Koło Związku Sybiraków,
- upamiętniającą 1000-lecie Chrztu Polski (1966),
- upamiętniającą księdza prałata Bolesława Winkiela (ur. 1 września 1913, zm. 1 lutego 1986), który uratował kościół przed ruiną[2].

## Galeria

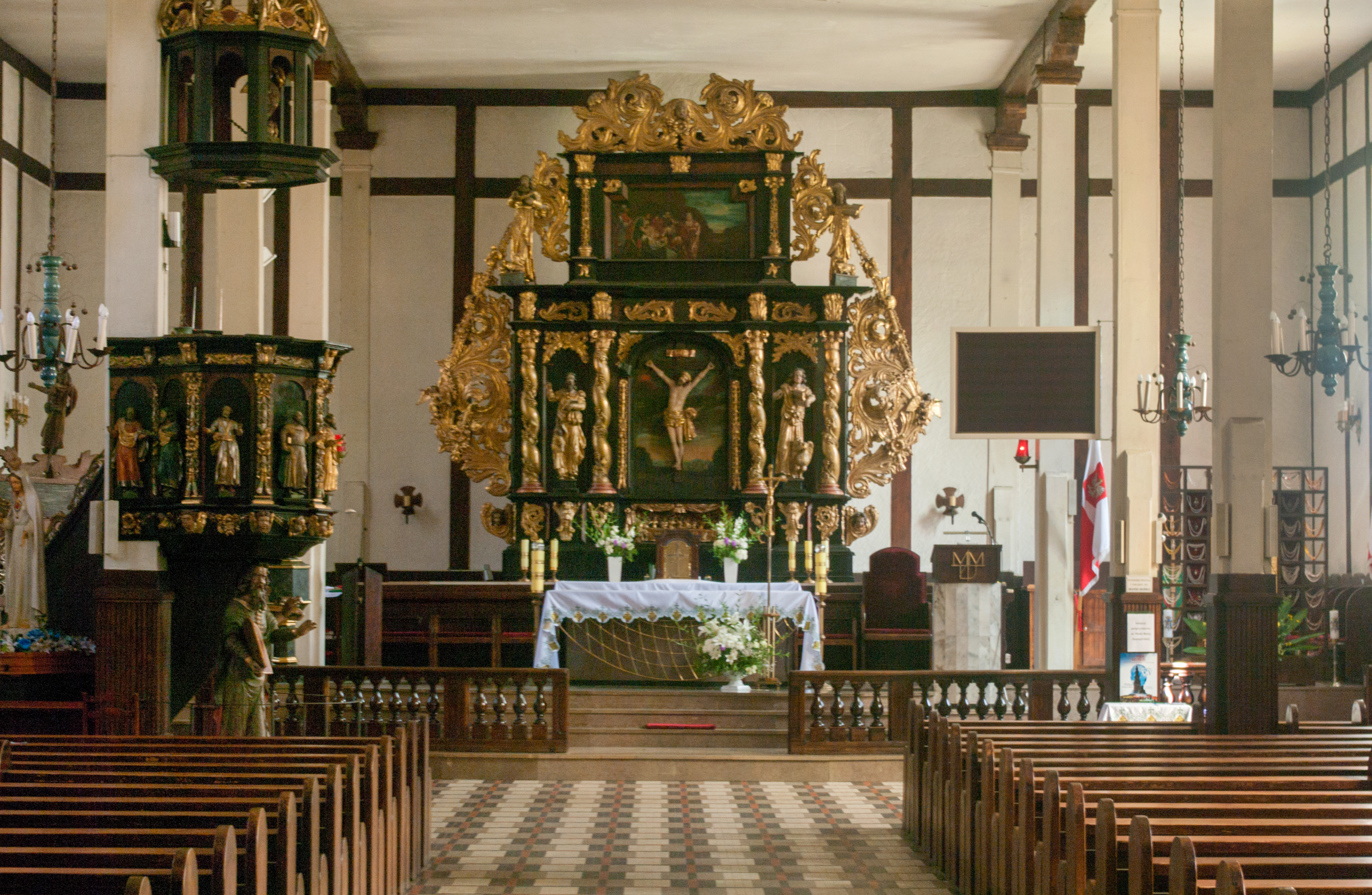
Wnętrze kościoła
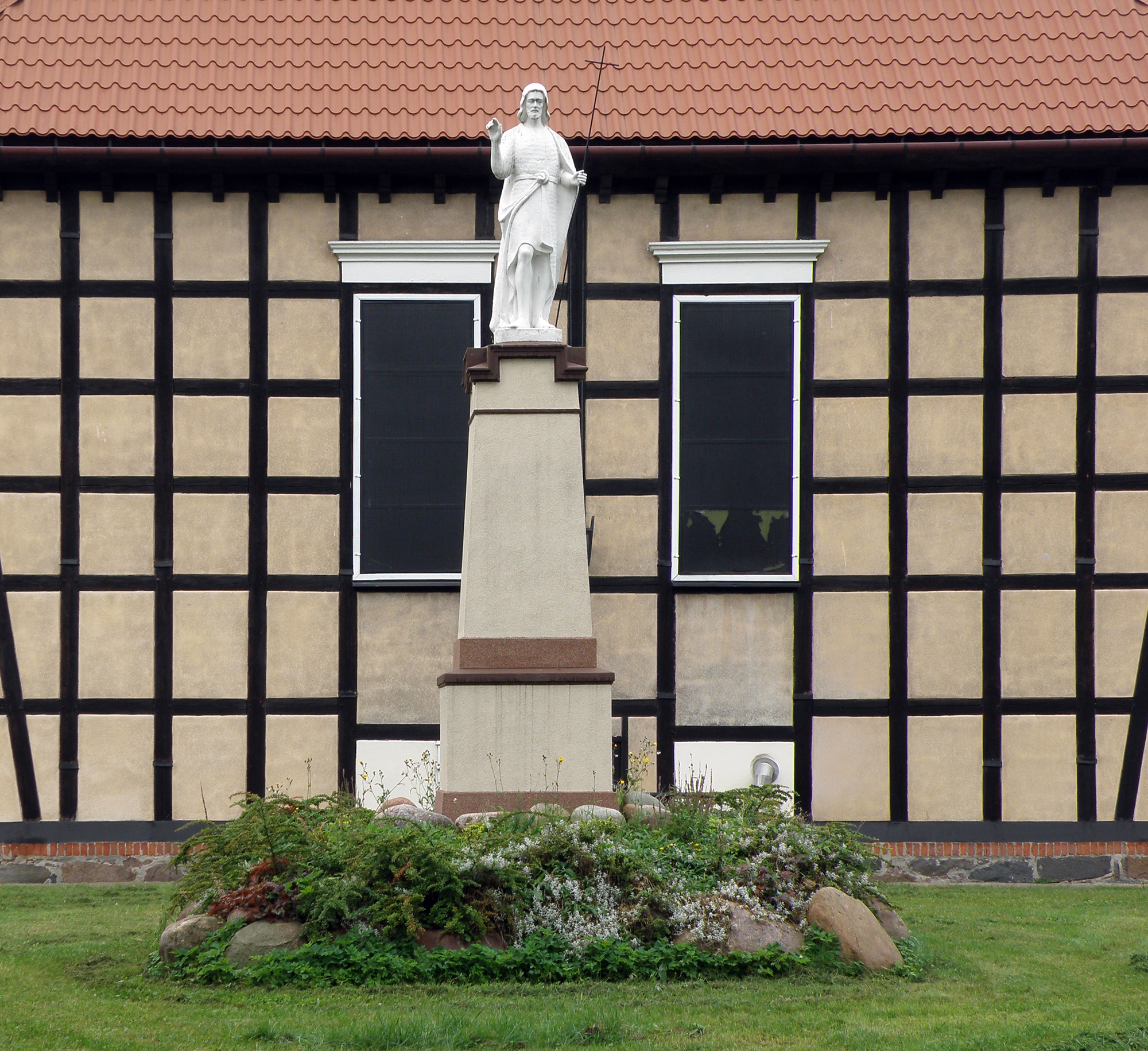
Figura przy kościele